# San Cristóbal (Alberique)
La Urbanización San Cristóbal es una urbanización española perteneciente al municipio de Alberique, en la provincia de Valencia. 
Más de 40 años lleva sin finalizarse esta urbanización. Desde que en los años 70 falleciera el constructor de este residencial, que cuenta con unos 700 chalés, los propietarios y la administración no se han puesto de acuerdo para concluir su urbanización.

## Geografía
Está situada en la parte centro-sur de la comarca de la Ribera Alta. 
Se encuentra a 8 km de Alcira y 40 de la capital Valencia entre el río Júcar y la sierra de Tous. La superficie del término es llana, a excepción de un pequeño sector al oeste en las estribaciones de la sierra de Tous. Se encuentra en la llanura, entre la margen izquierda del Júcar y la acequia Real, al pie de una pequeña elevación del terreno de 50 m de altitud y 40 hectáreas de extensión, donde se ha formado un pequeño bosque mediterráneo.
El clima es clima mediterráneo, con inviernos suaves y veranos cálidos.

### Localidades limítrofes
Benimuslem, Tous, Alberic Masalavés, o Villanueva de Castellón y Carcagente todas ellas de la provincia de Valencia.

## Transporte público
Pese a llevar aproximadamente 48 años urbanizada, aún en la actualidad, esta urbanización carece de línea de autobús que permita a los residentes poder trasladarse a las poblaciones más próximas de Alberic o Tous.